# Chrysolina marginata
Chrysolina marginata é uma espécie de artrópode pertencente à família Chrysomelidae.

## Subespécies
- Chrysolina marginata dierythra Rottenburg, 1871
- Chrysolina marginata glacialis Weise, 1884
- Chrysolina marginata iniussa Bechyné, 1950
- Chrysolina marginata marginata Linnaeus, 1758
- Chrysolina marginata marginicollis Derenne, 1949
- Chrysolina marginata portai Bechyné, 1948
- Chrysolina marginata purini Jacobson, 1895
- Chrysolina marginata sculpticollis Bechyné, 1948
- Chrysolina marginata trebinjensis Roubal, 1917